# Jonas Ramus (historiker)
Jonas Ramus, född 1649, död 1718, var en norsk präst och historiker, bror till Melchior Ramus.
Ramus blev 1682 kaplan och fick 1690 Norderhovs pastorat i Ringerike, där han vistades återstoden av sitt liv. 1698 vann han magistergraden. Han var gift med Anna Colbjörnsen. 
Ramus var en av samtidens mest alsterrika norska författare av dels uppbyggelseskrifter, dels historiska arbeten, bl. a. Nori regnum, h. e. Norvegia antiqua (1689; går till Harald Hårfager), det paradoxala Ulysses et Otinns unus et idem (1702), ett slags motstycke till Rudbecks "Atlantica", och de postuma Norriges kongers historie (1719) och Norges beskrifvelse (1735, färdigt redan 1715), närmast en bearbetning av Peder Olausson Friis långt mera betydande "Norrigis bescrifuelse" av 1632.